# Судно відпочинку

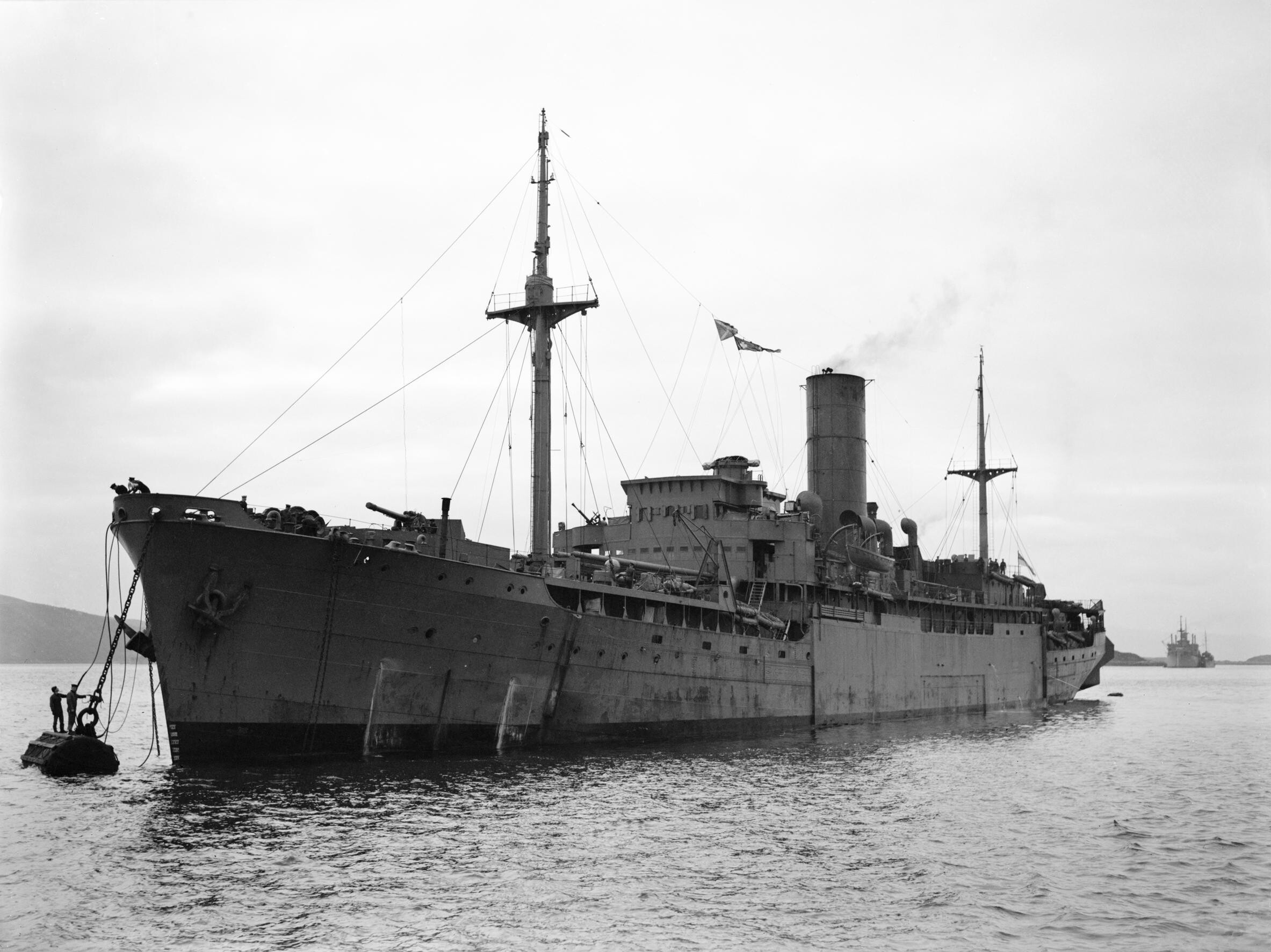
Мінний загороджувач «Агамемнон», що мав бути переоснащений як судно відпочинку

Судно відпочинку (англ. Amenities ship) — судно, обладнане для відпочинку та розваг, яке мало стати частиною мобільної військово-морської бази Королівського флоту на Тихоокеанському театрі воєнних дій Другої світової війни. На ньому розміщувались кінотеатри та бари, а саме судно обслуговували моряки торгового чи допоміжного флоту. Ці судна були призначені для забезпечення відпочинку військових моряків між операціями.

## Опис
Судна відпочинку за задумом мали стати альтернативою звільненням на берег для моряків у віддалених місцях, де були відсутні комерційні розважальні заклади. Для виконання цієї функції планувалося оснастити два мінних загороджувача після завершення встановлення мінних загороджень на Європейському театрі воєнних дій. Вибір цих 7,500 тонних кораблів обумовлювався їх конструкцією. Адже вони були побудовані 1929 як лайнери, і були переоснащенні як мінні загороджувачі після початку війни. Переоснащення суден відпочинку відбувалося у Ванкувері, у 1944, яка включала встановлення броварні. До кінця війни завершити переобладнання суден не встигли і їх повернули цивільним власникам.